# Belső-tó
A Belső-tó egy vulkáni eredetű állóvíz Tihany mellett, a Tihanyi-félszigeten. A Balaton szintjénél 25 méterrel magasabban helyezkedik el, a vulkáni erupció lesüllyedt kalderájában. 

## Élővilága
Egykor gazdag növény- és állatvilágáról volt híres. Az elmúlt évtizedekben ázsiai növényevő halfajok betelepítésével az eredeti növényzetet teljes egészében kipusztították, s az ott fészkelő madarak túlnyomó része is a Külső-tóra telepedett át. A táplálékul szolgáló növényzet eltűnése után aztán a betelepített halfajok is kipusztultak, s azóta a vegetáció lassan ismét megerősödik.